# 達庫路邦
達庫路邦，是台灣魯凱族多納部落（Kongadavne，位於今高雄市茂林區）神話中的一位人物，從小被天神照顧長大，並在長大回到部落後給部落帶來珍貴的黑米種子。

## 身世
達庫路邦出生在多納部落裡的卡基拉丹家，他的父母分別叫做普多路和魯鬧安，而他一開始的名字則叫做達諾帕可:116。

## 神話

### 失蹤
在達諾帕可還很小的時候，父母因為要進行農事而把他連同搖籃放在田邊的一棵樹下，工作一段時間後，醒來的達諾帕可便開始哭，但因為農事繁忙、而且他們也已經很習慣小孩子的哭聲了，所以他們也沒有在意便繼續自己的工作，然而不久後哭聲卻突然停了下來，他們覺得奇怪而去察看的時候，發現小孩不見了。

### 夢
發現孩子不見的夫妻倆在田地四周尋找，卻始終找不到，最後只好先回家休息，而在當天晚上，魯鬧安夢到了一個自稱來自Pelepelengane深潭的神明（水神，另一說為水潭鬼靈）告訴自己不要擔心兒子，他只是因為神看夫妻倆忙著工作沒時間照顧他，所以先幫他們照顧，但他們也需要和自己的同伴們合作開墾農田。後來夫妻倆安心下來並繼續處理農地時，農地旁邊的確會突然出現幾張石椅、雜草也經常會在不知不覺間被清理掉，正是看不到水神的夥伴們來到農地幫忙的證據:197。

### 歸來
後來在過了大約半年後，他們田裡便長出了黑色的小米，他們在收成後和水神們平分，其中屬於神的那一部份在分完後便憑空飛進了深潭中，而達諾帕可也很快的回到家裡，但此時的他已經長成一名英俊的青年，並且被神改名為達庫路邦。他將神賜給族人的紅色、黑色小米種子和包括祭祀用的小缽（Aputsuyan）、射日用的弓箭、祈雨用的鈴等農事祭祀用具交給父母後，便又回到了神界跟照顧自己長大的神靈們住在一起。

### 其他版本

#### 小米
另有一版本認為，達庫路邦在失蹤幾天後便以青年之姿回來，並且帶著八名神祇和家人一起耕田，而長出的小米也只是普通的小米，黑色小米是後來送給父母的；另外，除了黑色小米外，據說部落裡還曾經有黑色的稻米，但黑稻米的傳說至今已經失傳:144。

#### 鐘與項鍊
還有一版本認為，達庫路邦在失蹤五個月後，以小孩之姿與三位神祗回到家中，再給予父母兇年、祭祀用的項鍊，和祈雨的鐘以後便離去:161。

## 祭典
為了感謝神靈的賜予，多納部落的族人在每年國曆十一月後半會舉辦黑米祭（Tapakarhavae，音譯為「搭巴嘎饒望」），感謝神靈保佑他們過去一年的農耕收成，並且祈求接下來一年內的風調雨順，這個祭典儘管是在八八風災期間、茂林鄉與外界失去聯繫時也照常舉行。